# Sara Khan
 (octobre 2021).
La mise en forme du texte ne suit pas les recommandations de Wikipédia : il faut le « wikifier ».
Les points d'amélioration suivants sont les cas les plus fréquents. Le détail des points à revoir est peut-être précisé sur la page de discussion.
- Les titres sont pré-formatés par le logiciel. Ils ne sont ni en capitales, ni en gras.
- Le texte ne doit pas être écrit en capitales (les noms de famille non plus), ni en gras, ni en italique, ni en « petit »…
- Le gras n'est utilisé que pour surligner le titre de l'article dans l'introduction, une seule fois.
- L'italique est rarement utilisé : mots en langue étrangère, titres d'œuvres, noms de bateaux, etc.
- Les citations ne sont pas en italique mais en corps de texte normal. Elles sont entourées par des guillemets français : « et ».
- Les listes à puces sont à éviter, des paragraphes rédigés étant largement préférés. Les tableaux sont à réserver à la présentation de données structurées (résultats, etc.).
- Les appels de note de bas de page (petits chiffres en exposant, introduits par l'outil «  Source ») sont à placer entre la fin de phrase et le point final[comme ça].
- Les liens internes (vers d'autres articles de Wikipédia) sont à choisir avec parcimonie. Créez des liens vers des articles approfondissant le sujet. Les termes génériques sans rapport avec le sujet sont à éviter, ainsi que les répétitions de liens vers un même terme.
- Les liens externes sont à placer uniquement dans une section « Liens externes », à la fin de l'article. Ces liens sont à choisir avec parcimonie suivant les règles définies. Si un lien sert de source à l'article, son insertion dans le texte est à faire par les notes de bas de page.
- La présentation des références doit suivre les conventions bibliographiques. Il est recommandé d'utiliser les modèles {{Ouvrage}}, {{Chapitre}}, {{Article}}, {{Lien web}} et/ou {{Bibliographie}}. Le mode d'édition visuel peut mettre en forme automatiquement les références.
- Insérer une infobox (cadre d'informations à droite) n'est pas obligatoire pour parachever la mise en page.

Pour une aide détaillée, merci de consulter Aide:Wikification.
Si vous pensez que ces points ont été résolus, vous pouvez retirer ce bandeau et améliorer la mise en forme d'un autre article.
 (octobre 2021).
Pour les articles homonymes, voir Khan (homonymie).
Sara Khan (née en janvier 1980) est une militante britannique des droits humains et directrice d'Inspire, une organisation non gouvernementale indépendante qui lutte contre l'extrémisme et l'inégalité entre les sexes. Khan contribue aux journaux The Guardian et The Independent, ainsi qu'au Huffington Post. Elle a aussi fait des apparitions à la télévision et à la radio britanniques. Elle a été interviewée pour les disques HARDtalk et Desert Island Discs (en) de la BBC,.

## Jeunesse
Khan est née et a grandi à Bradford auprès d'immigrants du Pakistan. Elle a travaillé comme pharmacienne hospitalière et a été présidente d'une organisation de jeunesse islamique avant de lancer l'association caritative Inspire en 2008, dans le but de lutter contre l'extrémisme et de promouvoir l'égalité des sexes.
En septembre 2005, après les attentats de Londres, elle a siégé au groupe de travail sur la lutte contre l'extrémisme et la radicalisation du ministère de l'Intérieur et a également travaillé avec le département de l'éducation et le département du développement international.

## Directrice de l'ONG Inspire
Khan est la directrice d'Inspire, une organisation non gouvernementale indépendante qui lutte contre l'extrémisme et les inégalités entre les sexes, qu'elle a cofondée en 2008,.
Inspire a livré une quantité considérable de travail dans le secteur de l'éducation. Par exemple, Khan s'est associée à l'Association of School and College Leaders (ASCL) pour dispenser une formation aux chefs d'établissement et aux cadres supérieurs sur la protection des élèves contre l'extrémisme. En 2013, chez Inspire, elle a dirigé les efforts de l'organisation  afin de contester les directives d'Universities UK qui préconisaient la ségrégation des sexes dans les universités britanniques. Inspire a aussi produit des vidéos de contre-récit anti-extrémisme qui ont été visionnées des milliers de fois pour aider à réfuter la propagande de l'Etat islamique. Une vidéo de Khan condamnant le traitement infligé aux femmes et aux filles par Boko Haram a été visionnée plus de 76 000 fois. Elle a également écrit une lettre destinée aux jeunes filles musulmanes qui envisagent peut-être de quitter le Royaume-Uni pour rejoindre l'Etat islamique après qu'il soit apparu que trois écolières de Bethnal Green à Londres s'étaient rendues en Syrie. La lettre est devenue virale et a été largement relayée dans la presse.
En 2017, Inspire est devenu un organisme de bienfaisance enregistré, nommé Inspire Women.
Khan est la co-auteure du livre de 2016 The Battle for British Islam: Reclaiming Muslim Identity from Extremism .

## Rôles consultatifs au gouvernement
En septembre 2005, après les attentats de Londres, Khan a siégé au groupe de travail sur la lutte contre l'extrémisme et la radicalisation du ministère de l'Intérieur. Par la suite, elle a siégé au groupe de Référence d'Experts sur la Diligence raisonnable et la Lutte Eontre l'Extrémisme du ministère de l'Éducation britannique, dirigé par Lord Nash. Entre 2015 et 2016, Khan a témoigné sur la question de la radicalisation devant la commission de la culture et de l'éducation du Parlement européen. Elle a également témoigné à l'enquête du Home Affairs Select Committee sur la lutte contre l'extrémisme et au Joint Committee on Human Rights qui comprend les deux chambres du Parlement britannique.
En janvier 2018, la Première ministre Theresa May a annoncé que Khan avait été nommée commissaire principal de la Commission de lutte contre l'extrémisme du ministère de l'Intérieur britannique. L'ancienne ministre conservatrice, la baronne Warsi, le député travailliste Naz Shah, le Conseil musulman de Grande-Bretagne et d'autres ont critiqué la nomination au motif que Khan ne serait pas considérée comme indépendante par de nombreux membres de la communauté musulmane britannique. Le bureau du Première ministre a réagi pour défendre la nomination de celle-ci. Le lendemain, 100 organisations musulmanes ont soumis une pétition au ministère de l'Intérieur appelant à ce que Khan soit démis de ses fonctions.

## Prix et reconnaissance
En mars 2009, Khan figurait sur la liste des femmes musulmanes les plus puissantes de la Commission pour l'égalité et les droits de l'homme. En janvier 2015, et encore une fois en 2016, Khan a été reconnu comme l'une des 500 personnes les plus influentes de Grande-Bretagne, dans la catégorie Guerre et paix de Debrett, en tant que personne œuvrant pour la paix et la stabilité au Royaume-Uni.
En mars 2015, elle a été nommée en 2015 Kraemer Middle East Distinguished Scholar-in-Residence, Wendy & Emery Reves Center for International Studies et Program in Comparative Legal Studies and Post-Conflict Peacebuilding à la William &amp; Mary School of Law de Williamsburg., Virginie.
En 2015, Khan a été incluse dans la liste BBC Woman's Hour Power comme étant l'une des dix meilleures influenceuses. En 2016, elle a remporté le prix social et humanitaire aux Asian Women of Achievement Awards pour son travail contre l'extrémisme et les droits des femmes. La même année, le magazine Marie Claire la désigne comme récipiendaire de son prix « activiste révolutionnaire » de 2016.

## Vie privée
Khan est mariée, mère de deux filles et réside dans le Hertfordshire.